# IC 3422
IC 3422 је елиптична галаксија у сазвјежђу Береникина коса која се налази на листи објеката дубоког неба у Индекс каталогу.
Деклинација објекта је + 14° 41' 18" а ректасцензија 12h 29m 54,6s. Привидна величина (магнитуда) објекта IC 3422 износи 15,0 а фотографска магнитуда 16,0.